# Список технологических руководств Звёздного пути

Технические руководства Звёздного пути (англ. Star Trek Technical Manuals) — это ряд официальных и фанатских работ, в которых подробно описывается технология вымышленной Вселенной из научно-фантастической медиафраншизы «Звёздный путь». Большинство из них описывают дизайн звездолётов, некоторое оборудование, используемое в различных телесериалах и фильмах «Звёздного пути».
Художник сериала «Звёздный путь: Оригинальный сериал» Франц Иосиф Шнаубельт в 1975 году опубликовал «Техническое руководство Звёздного флота» (англ. Star Fleet Technical Manual); с тех пор другие руководства были созданы поклонниками и профессиональными художниками, чтобы зафиксировать растущее разнообразие как канонических, так и неканонических судов и снаряжения. Фанат франшизы американец Шейн Джонсон в 1987 году официально через американское издательство Pocket Books выпустил «Мистер Скотт. Руководство по Энтерпрайз» и «Миры Федерации» с чертежами собственного производства.
Два создателя руководств поднялись от создания чертежей, до помощи в создании художественного оформления сериалов. Рик Штернбах стал официальным иллюстратором первого театрального релиза франшизы, а позже работал над сериалами «Звёздный путь: Следующее поколение», «Звёздный путь: Дальний космос 9» и «Звёздный путь: Вояджер»; он внёс свой вклад как художник в «Технические руководства» «Следующего поколения» и «Глубокого космоса 9» для издательства Pocket Books. Джеффри Мандель, который помог создать межзвездный справочник «Звездный путь: Звездные карты» для Pocket Books, работал в качестве художника в сериалах «Вояджер» и «Энтерпрайз», а также в фильме «Звёздный путь: Восстание».
Приведенный ниже перечень является неполным.

## Технологические руководства
| Наименование на английском языке                                                         | Русское наименование                                                                         | Автор                                                                                   | Год издания | Формат издания            | Страниц |
| ---------------------------------------------------------------------------------------- | -------------------------------------------------------------------------------------------- | --------------------------------------------------------------------------------------- | ----------- | ------------------------- | ------- |
| Star Trek The Motion Picture: 14 Official Blueprints                                     | Звёздный путь Фильм: 14 официальных чертежей                                                 | Andrew G. Probert                                                                       | 1980        | (Loose Sheets)            | 14      |
| Star Trek: Starship Spotter                                                              | Звёздный путь: Звездолёты                                                                    | Adam «Mojo» Lebowitz & Robert Bonchune                                                  | 2001        | (Perfect Bound)           | 128     |
| Star Fleet Technical Supplements Booklet No. 1                                           | Звёздный флот. Брошюра технических дополнений № 1                                            | Andres Castineiras                                                                      | 1977        | (Staple)                  | 5       |
| Federation Reference Series Volume 1                                                     | Федерация. Справочники. Том 1                                                                | Aridas Sofia (Editor)                                                                   | 1985        | (Loose Sheets)            | 30      |
| Federation Reference Series Volume 2                                                     | Федерация. Справочники. Том 2                                                                | Aridas Sofia (Editor)                                                                   | 1985        | (Loose Sheets)            | 32      |
| Federation Reference Series Volume 3                                                     | Федерация. Справочники. Том 3                                                                | Aridas Sofia (Editor)                                                                   | 1986        | (Loose Sheets)            | 30      |
| Federation Reference Series Volume 4                                                     | Федерация. Справочники. Том 4                                                                | Aridas Sofia (Editor)                                                                   | 1986        | (Loose Sheets)            | 28      |
| Federation Reference Series Volume 5                                                     | Федерация. Справочники. Том 5                                                                | Aridas Sofia (Editor)                                                                   | 1987        | (Loose Sheets)            | 28      |
| Federation Reference Series Volume 6                                                     | Федерация. Справочники. Том 6                                                                | Aridas Sofia (Editor)                                                                   | 1987        | (Loose Sheets)            | 32      |
| Star Ship Registry Program Instruction Manual                                            | Звёздные корабли. Реестр технологических инструкций                                          | Bernard Guignard                                                                        |             | (Loose Sheets-Mag Sleeve) | 15      |
| Reischl’s Guide to Ships of the Fleet                                                    | Руководство Рейчел по кораблям Флота                                                         | Bernard Reischl                                                                         | 1989        | (Staple)                  | 20      |
| Ships of the Star Fleet — Volume Five: Star Fleet Facilities                             | Корабли Звёздного флота — Том пятый: Оборудование Звёздного флота                            | Chris Wallace                                                                           | 2005        | .pdf                      | 60      |
| Ships of the Star Fleet — Volume Four: Star Fleet Operating Forces                       | Корабли Звёздного флота — Том четвёртый: Подразделения Звёздного флота                       | Chris Wallace                                                                           | 2005        | .pdf                      | 47      |
| Ships of the Star Fleet — Volume One: Cruiser                                            | Корабли Звёздного флота — Том первый: Крейсер                                                | Chris Wallace                                                                           | 2005        | .pdf                      | 116     |
| Ships of the Star Fleet — Volume Three: Scouts and Escorts                               | Корабли Звёздного флота — Том третий: Разведка и охрана                                      | Chris Wallace                                                                           | 2005        | .pdf                      | 59      |
| Ships of the Star Fleet — Volume Two: Patrol Combatants                                  | Корабли Звёздного флота — Том второй: Патрульные боевые корабли                              | Chris Wallace                                                                           | 2005        | .pdf                      | 85      |
| Starship Datafile — Volume Two: 2323—2423                                                | Звездолёты — Том второй: 2323—2423                                                           | Chris Wallace                                                                           | 2003        | .pdf                      | 20      |
| Starship Recognition Guide — Volume One: 2223—2325                                       | Руководство по определению звездолётов — Том первый: 2223—2325                               | Chris Wallace                                                                           | 2001        | .pdf                      | 25      |
| Starship Recognition Guide — Volume Two: 2325—2423                                       | Руководство по определению звездолётов — Том второй: 2325—2423                               | Chris Wallace                                                                           | 2003        | .pdf                      | 20      |
| The Best of Dockyard Review — Volume One: 2290—2350                                      | Лучшее доковое обозрение — Том первый: 2290—2350                                             | Chris Wallace                                                                           | 2005        | .pdf                      | 45      |
| The Best of Dockyard Review — Volume Two: 2350—2390                                      | Лучшее доковое обозрение — Том второй: 2350—2390                                             | Chris Wallace                                                                           | 2003        | .pdf                      | 47      |
| The NX Class Cruiser — An Introductory Guide                                             | Крейсер класса NX — Вводное руководство                                                      | Chris Wallace                                                                           | 2002        | .pdf                      | 19      |
| The Ships of the Fifth Fleet                                                             | Корабли пятого флота                                                                         | Chris Wallace                                                                           | 2000        | .pdf                      | 41      |
| Dockyard Review — The Journal of the Advanced Starship Design Bureau Volume 2 — Issue 1  | Доковое обозрение — Журнал конструкции звездолётов Том 2 — Выпуск 1                          | Chris Wallace, Belldandy Morisato, Alex Rosenzweig, J. Scott Spadaro, Miyuki Kobayakawa | 2001        | .pdf                      | 12      |
| Dockyard Review — The Journal of the Advanced Starship Design Bureau Volume 4 — Issue 2  | Доковое обозрение — Журнал конструкции звездолётов Том 4 — Выпуск 2                          | Chris Wallace, Belldandy Morisato, Alex Rosenzweig, J. Scott Spadaro, Miyuki Kobayakawa | 1999        | .pdf                      | 13      |
| Dockyard Review — The Journal of the Advanced Starship Design Bureau Volume 4 — Issue 3  | Доковое обозрение — Журнал конструкции звездолётов Том 4 — Выпуск 3                          | Chris Wallace, Belldandy Morisato, Alex Rosenzweig, J. Scott Spadaro, Miyuki Kobayakawa | 1999        | .pdf                      | 19      |
| Dockyard Review — The Journal of the Advanced Starship Design Bureau Volume 4 — Issue 4  | Доковое обозрение — Журнал конструкции звездолётов Том 4 — Выпуск 4                          | Chris Wallace, Belldandy Morisato, Alex Rosenzweig, J. Scott Spadaro, Miyuki Kobayakawa | 1999        | .pdf                      | 16      |
| Dockyard Review — The Journal of the Advanced Starship Design Bureau Volume 4 — Issue 5  | Доковое обозрение — Журнал конструкции звездолётов Том 4 — Выпуск 5                          | Chris Wallace, Belldandy Morisato, Alex Rosenzweig, J. Scott Spadaro, Miyuki Kobayakawa | 1999        | .pdf                      | 18      |
| Dockyard Review — The Journal of the Advanced Starship Design Bureau Volume 4 — Issue 6  | Доковое обозрение — Журнал конструкции звездолётов Том 4 — Выпуск 6                          | Chris Wallace, Belldandy Morisato, Alex Rosenzweig, J. Scott Spadaro, Miyuki Kobayakawa | 1999        | .pdf                      | 14      |
| Dockyard Review — The Journal of the Advanced Starship Design Bureau Volume 4 — Issue 7  | Доковое обозрение — Журнал конструкции звездолётов Том 4 — Выпуск 7                          | Chris Wallace, Belldandy Morisato, Alex Rosenzweig, J. Scott Spadaro, Miyuki Kobayakawa | 1999        | .pdf                      | 13      |
| Dockyard Review — The Journal of the Advanced Starship Design Bureau Volume 4 — Issue 8  | Доковое обозрение — Журнал конструкции звездолётов Том 4 — Выпуск 8                          | Chris Wallace, Belldandy Morisato, Alex Rosenzweig, J. Scott Spadaro, Miyuki Kobayakawa | 1999        | .pdf                      | 16      |
| Dockyard Review — The Journal of the Advanced Starship Design Bureau Volume 4 — Issue 9  | Доковое обозрение — Журнал конструкции звездолётов Том 4 — Выпуск 9                          | Chris Wallace, Belldandy Morisato, Alex Rosenzweig, J. Scott Spadaro, Miyuki Kobayakawa | 1999        | .pdf                      | 12      |
| Dockyard Review — The Journal of the Advanced Starship Design Bureau Volume 4 — Issue 10 | Доковое обозрение — Журнал конструкции звездолётов Том 4 — Выпуск 10                         | Gordon Murray, Belldandy Morisato, Alex Rosenzweig, J. Scott Spadaro, Miyuki Kobayakawa | 1999        | .pdf                      | 10      |
| Dockyard Review — The Journal of the Advanced Starship Design Bureau Volume 3 — Issue 1  | Доковое обозрение — Журнал конструкции звездолётов Том 3 — Выпуск 1                          | Harvey Postlewaite. Laguna Milano, Estoril Monza, Giles Silverstone                     | 1999        | .pdf                      | 8       |
| Dockyard Review — The Journal of the Advanced Starship Design Bureau Volume 3 — Issue 2  | Доковое обозрение — Журнал конструкции звездолётов Том 3 — Выпуск 2                          | Harvey Postlewaite. Laguna Milano, Estoril Monza, Giles Silverstone                     | 1999        | .pdf                      | 14      |
| Dockyard Review — The Journal of the Advanced Starship Design Bureau Volume 4 — Issue 1  | Доковое обозрение — Журнал конструкции звездолётов Том 4 — Выпуск 1                          | Harvey Postlewaite. Laguna Milano, Estoril Monza, Giles Silverstone                     | 1999        | .pdf                      | 12      |
| Dockyard Review — The Journal of the Advanced Starship Design Bureau Volume 2 — Issue 1  | Доковое обозрение — Журнал конструкции звездолётов Том 2 — Выпуск 1                          | John Barnard, Alan Jenkins, Adelaide Kylami, Interlagos Catalunya                       | 1999        | .pdf                      | 13      |
| Dockyard Review — The Journal of the Advanced Starship Design Bureau Volume 2 — Issue 2  | Доковое обозрение — Журнал конструкции звездолётов Том 2 — Выпуск 2                          | John Barnard, Alan Jenkins, Adelaide Kylami, Interlagos Catalunya                       | 1999        | .pdf                      | 15      |
| Dockyard Review — The Journal of the Advanced Starship Design Bureau Volume 2 — Issue 2  | Доковое обозрение — Журнал конструкции звездолётов Том 2 — Выпуск 2                          | John Barnard, Alan Jenkins, Adelaide Kylami, Interlagos Catalunya                       | 1999        | .pdf                      | 15      |
| Dockyard Review — The Journal of the Advanced Starship Design Bureau Volume 2 — Issue 3  | Доковое обозрение — Журнал конструкции звездолётов Том 2 — Выпуск 3                          | John Barnard, Alan Jenkins, Adelaide Kylami, Interlagos Catalunya                       | 1999        | .pdf                      | 15      |
| The 24th Century Technical Manual — Special Edition #1                                   | Техническое руководство 24 века — Специальный выпуск № 1                                     | Christopher Simmons                                                                     | 1989        | (Staple)                  | 64      |
| The 24th Century Technical Manual — Special Edition #2                                   | Техническое руководство 24 века — Специальный выпуск № 2                                     | Christopher Simmons                                                                     | 1989        | (Staple)                  | 50      |
| Weapons of Eugenics                                                                      | Оружие евгеники                                                                              | Christopher Springer                                                                    | 1989        | (Saddle Glue-Folder)      | 24      |
| Klingon — Covert Operations Manual                                                       | Клингон — Секретное руководство по эксплуатации                                              | David Christiansen                                                                      | 1989        | (Perfect Bound)           | 128     |
| Star Trek — The Starfleet Survival Guide                                                 | Звёздный путь — Руководство по выживанию Звёздного флота                                     | David Mack                                                                              | 2002        | (Perfect Bound)           | 180     |
| Starfleet Academy Training Command: Line Officer Requirements Supplement                 | Группы обучения Академии Звёздного флота: Дополнительные требования к строевому офицеру      | David Schmidt                                                                           | 1987        | (Perfect Bound)           | 78      |
| Starfleet Academy Training Command: Line Officer Requirements Volume I                   | Группы обучения Академии Звёздного флота: Требования к строевому офицеру Том 1               | David Schmidt                                                                           | 1988        | (Perfect Bound)           | 136     |
| Starfleet Academy Training Command: Staff Officer Requirements Volume II                 | Группы обучения Академии Звёздного флота: Требования к строевому офицеру Том 2               | David Schmidt                                                                           | 1987        | (Perfect Bound)           | 136     |
| Starfleet Dynamics (First Version)                                                       | Динамика Звёздного флота (Первая версия)                                                     | David Schmidt                                                                           |             | (Perfect Bound)           | 192     |
| Starfleet Dynamics (Second Version)                                                      | Динамика Звёздного флота (Вторая версия)                                                     | David Schmidt                                                                           |             | (Perfect Bound)           | 192     |
| Starfleet Officer Requirements Vol.1                                                     | Требования к офицеру Звёздного флота Том 1                                                   | David Schmidt                                                                           | 1985        | (Saddle Stitch)           | 38      |
| Starfleet Officer Requirements Vol.2                                                     | Требования к офицеру Звёздного флота Том 2                                                   | David Schmidt                                                                           | 1987        | (Saddle Stitch)           | 50      |
| Starfleet Prototype: The Journal of Innovative Design and Ideas                          | Макет Звёздного флота: Журнал инновационного дизайна и концепций                             | David Schmidt                                                                           |             | (Perfect Bound)           | 92      |
| Warp Factor — Issue Four                                                                 | Факторы искривления — Выпуск четвёртый                                                       | Don Corson, Don Falloon                                                                 | 1986        | (Staple)                  | 40      |
| Warp Factor — Issue Two                                                                  | Факторы искривления — Выпуск второй                                                          | Don Corson, Don Falloon                                                                 | 1976        | (Saddle Staple)           | 40      |
| U.S.S. Cheyenne Operations Manual                                                        | U.S.S. Технологическое руководство Шайенн                                                    | Don W. Shanks                                                                           | 1994        | (Perfect Bound)           | 128     |
| Star Fleet Medical Reference Manual                                                      | Медицинский справочник Звёздного флота                                                       | Eileen Palestine (Editor)                                                               | 1977        | (Perfect Bound)           | 160     |
| Star Trek: The Next Generation — Officer’s Manual                                        | Звёздный флот: Следующее поколение — Руководство офицера                                     | Fasa                                                                                    | 1988        | (Perfect Bound)           | 144     |
| Star Fleet Technical Manual First Edition                                                | Технологическое руководство Звёздного флота — Первое издание                                 | Franz Joseph                                                                            | 1975        | (Perfect Bound)           | 192     |
| Star Fleet Technical Manual First Edition Second Printing                                | Технологическое руководство Звёздного флота — Первое издание Дополнительный тираж            | Franz Joseph                                                                            | 1975        | (Perfect Bound)           | 192     |
| Star Trek — Fansom Triumphs                                                              | Звёздный путь — Победы фанатов                                                               | Geoffrey Mandel                                                                         | 1978        | (Fold/Staple)             | 32      |
| The Starfleet Handbook -Aliens of Star Trek                                              | Справочник Звёздного флота — Расы Звёздного пути                                             | Geoffrey Mandel                                                                         | 1977        | (Fold/Staple)             | 6       |
| The Starfleet Handbook -Volume 10                                                        | Справочник Звёздного флота — Том 10                                                          | Geoffrey Mandel                                                                         | 1977        | (Staple)                  | 8       |
| The Starfleet Handbook -Volume 11                                                        | Справочник Звёздного флота — Том 11                                                          | Geoffrey Mandel                                                                         | 1977        | (Staple)                  | 8       |
| The Starfleet Handbook -Volume 12                                                        | Справочник Звёздного флота — Том 12                                                          | Geoffrey Mandel                                                                         | 1978        | (Fold/Staple)             | 12      |
| The Starfleet Handbook -Volume 13                                                        | Справочник Звёздного флота — Том 13                                                          | Geoffrey Mandel                                                                         | 1978        | (Fold/Staple)             | 13      |
| U.S.S. Enterprise Officer’s Manual                                                       | U.S.S. Энтерпрайз. Руководство офицера                                                       | Geoffrey Mandel                                                                         | 1980        | (Spiral Bound)            | 124     |
| U.S.S. Enterprise Officer’s Manual — Revised Edition                                     | U.S.S. Энтерпрайз. Руководство офицера — Переработанное издание                              | Geoffrey Mandel                                                                         |             | (Perfect Bound)           | 124     |
| From the Files of Star Fleet Command                                                     | Из информации командования Звёздным флотом                                                   | Heihachiro Nogura                                                                       | 1980        | (Spiral Bound)            | 37      |
| Jackill’s Guide to Light Attack Craft Volume I                                           | Руководство по огневой атаке корабля Том 1                                                   | Jackill (Eric Kristiansen)                                                              | 1991        | (Perfect Bound)           | 106     |
| Jackill’s Star Fleet Reference Manual: Ships of the Fleet Volume I                       | Справочное руководство Звёздного флота: Корабли флота Том I                                  | Jackill (Eric Kristiansen)                                                              | 1992        | (Perfect Bound)           | 128     |
| Jackill’s Star Fleet Reference Manual: Ships of the Fleet Volume I — A-ERA               | Справочное руководство Звёздного флота: Корабли флота Том I — A-ERA                          | Jackill (Eric Kristiansen)                                                              | 2006        | (Perfect Bound)           | 160     |
| Jackill’s Star Fleet Reference Manual: Ships of the Fleet Volume II                      | Справочное руководство Звёздного флота: Корабли флота Том II                                 | Jackill (Eric Kristiansen)                                                              | 1993        | (Perfect Bound)           | 128     |
| Jackill’s Star Fleet Reference Manual: Ships of the Fleet Volume III                     | Справочное руководство Звёздного флота: Корабли флота Том III                                | Jackill (Eric Kristiansen)                                                              | 1995        | (Perfect Bound)           | 128     |
| 24th Century — Ships of the Line — Volume Four (Romulan)                                 | 24-й век — Линейка кораблей — Том четвёртый (Ромуланцы)                                      | James T. Wappel                                                                         |             | (Loose Sheets)            | 44      |
| 24th Century — Ships of the Line — Volume One (Federation)                               | 24-й век — Линейка кораблей — Том первый (Федерация)                                         | James T. Wappel                                                                         |             | (Loose Sheets)            | 58      |
| 24th Century — Ships of the Line — Volume Three (Klingon)                                | 24-й век — Линейка кораблей — Том третий (Клингоны)                                          | James T. Wappel                                                                         |             | (Loose Sheets)            | 44      |
| 24th Century — Ships of the Line — Volume Two (Cardassian)                               | 24-й век — Линейка кораблей — Том второй (Кардосианцы)                                       | James T. Wappel                                                                         |             | (Loose Sheets)            | 44      |
| Starfleet Academy Training Manual (2nd Edition)                                          | Учебное пособие Академии Звёздного флота (2-е издание)                                       | John Wetsch                                                                             | Unknown     | (Staple)                  | 11      |
| USS Khai Tam Technical Orientation Manual                                                | USS Khai Tam Техническое руководство по ориентации                                           | Kevin McNulty with Colin Toenjes                                                        | 1994        | (Perfect Bound)           | 92      |
| Historical Spacecraft of the Federation                                                  | Исторические космические корабли Федерации                                                   | Kumari Miyazaki                                                                         | 2002        | .pdf                      | 60      |
| Federation Technological Survey — 2150 to 2370                                           | Технологическое обозрение Федерации — 2150—2370 годы                                         | Lawrence Miller                                                                         |             | (Perfect Bound)           | 142     |
| Star Fleet — Ships of the Star Fleet Technical Manual                                    | Звёздный флот — Технологическое руководство кораблей Звёздного флота                         | Neale Davidson                                                                          | 2003        | .pdf                      | 36      |
| Star Fleet — Starship Recognition Manual — Ships of the Baton Rouge Era                  | Звёздный флот — Руководство по определению звездолётов — Корабли красной эры                 | Neale Davidson                                                                          | 2005        | .pdf                      | 36      |
| Star Fleet — Starship Recognition Manual — Volume One — Ships of Support 2268            | Звёздный флот — Руководство по определению звездолётов — Корабли поддержки 2268              | Neale Davidson                                                                          | 2005        | .pdf                      | 36      |
| Star Fleet — Starship Recognition Manual — Volume One — Ships of the Line 2268           | Звёздный флот — Руководство по определению звездолётов — Корабли серии 2268                  | Neale Davidson                                                                          | 2005        | .pdf                      | 36      |
| Star Fleet — Starship Weaponry Guide 2268                                                | Звёздный флот — Руководство по вооружению Звездолётов 2268                                   | Neale Davidson                                                                          | 2005        | .pdf                      | 16      |
| Starfleet — Ships of the Constitution-Class Era — Volume One                             | Звёздный флот — Корабли класса Конституция — том Петрый                                      | Neale Davidson                                                                          | 2005        | .pdf                      | 40      |
| Star Trek — Crew Member’s Exploration Pack                                               | Звёздный флот — Экипировка члена экипажа                                                     | No Illustrator Listed                                                                   | 1994        | (Saddle Staple)           | 24      |
| Starfleet — Training Command/Starfleet Academy — Ship Recognition                        | Звёздный флот — Тренировочная команда Академии Звёздного флота — Определитель корабля        | No Illustrator Listed                                                                   |             | (Spiral Bound)            | 43      |
| Starfleet Hand Weapon Familiarization Handbook                                           | Звёздный флот — Ознакомительный справочник вооружения                                        | No Illustrator Listed                                                                   |             | (Spiral Bound)            | 29      |
| Starfleet Technical Manual — Training Command/Starfleet Academy                          | Технологическое руководство Звёздного флота — Тренировочная команда Академии Звёздного флота | No Illustrator Listed                                                                   |             | (Spiral Bound)            | 28      |
| Vulcan Harp Construction Plans — Vulcan Music Academy                                    | Устройство вулканской арфы — Вулканская Академия музыки                                      | Perry Wright                                                                            |             | (Loose Sheets-Folder)     | 12      |
| Federation Spaceflight Chronology — 1                                                    | Хронология космических полётов Федерации — 1                                                 | Richard E. Mandel                                                                       | 2006        | .pdf                      | 48      |
| Federation Spaceflight Chronology — 2                                                    | Хронология космических полётов Федерации — 2                                                 | Richard E. Mandel                                                                       | 2007        | .pdf                      | 40      |
| Federation Spaceflight Chronology — 3                                                    | Хронология космических полётов Федерации — 3                                                 | Richard E. Mandel                                                                       | 2007        | .pdf                      | 39      |
| Federation Spaceflight Chronology — 4                                                    | Хронология космических полётов Федерации — 4                                                 | Richard E. Mandel                                                                       | 2007        | .pdf                      | 35      |
| Federation Spaceflight Chronology — 5                                                    | Хронология космических полётов Федерации — 5                                                 | Richard E. Mandel                                                                       | 2007        | .pdf                      | 39      |
| Federation Spaceflight Chronology — 6                                                    | Хронология космических полётов Федерации — 6                                                 | Richard E. Mandel                                                                       | 2007        | .pdf                      |         |
| Federation Spaceflight Chronology — 7                                                    | Хронология космических полётов Федерации — 7                                                 | Richard E. Mandel                                                                       | 2007        | .pdf                      | 40      |
| Federation Spaceflight Chronology — 8                                                    | Хронология космических полётов Федерации — 8                                                 | Richard E. Mandel                                                                       | 2007        | .pdf                      | 38      |
| Federation Spaceflight Chronology — 9                                                    | Хронология космических полётов Федерации — 9                                                 | Richard E. Mandel                                                                       | 2007        | .pdf                      | 41      |
| Federation Spaceflight Chronology — A (The Klingon Empire)                               | Хронология космических полётов Федерации — А (Клингонская Империя)                           | Richard E. Mandel                                                                       | 2007        | .pdf                      | 50      |
| Intrepid Class Starship — Blueprints and Technical Guide                                 | Звездолёт класса Intrepid — чертежи и техническое руководство                                | Rick Sternbach                                                                          |             | (Loose Sheets-Mag Sleeve) | 20      |
| USS Enterprise NCC-1701 — Constitution Class Refit — Familiarization Manual              | USS Энтерпрайз NCC-1701 — Урок по ремонту — Ознакомительное руководство                      | Rick Sternbach                                                                          | 1978        | (Braid)                   |         |
| Star Trek: The Next Generation Technical Manual                                          | Звёздный путь: Следующее поколение. Технологическое руководство                              | Rick Sternbach and Michael Okuda                                                        | 1991        | (Perfect Bound)           | 99      |
| Star Trek: Deep Space Nine Technical Manual                                              | Звёздный путь: Глубокий космос 9. Технологическое руководство                                | Rick Sternbach, Herman Zimmerman, Doug Drexler                                          | 1998        | (Perfect Bound)           | 180     |
| Star Fleet Data File — Volume 1                                                          | Звёздный флот. Архив данных — Том 1                                                          | Robert J Dee                                                                            | 1991        | (Staple)                  | 72      |
| History of the Vessel Enterprise — From the 16th to the 24th Century                     | История судостроения — С XXVI по XXIV века                                                   | Ronald M. Roden, Jr.                                                                    | 1992        | (Perfect Bound)           | 128     |
| Spacecraft of Earth — Volume One: 1957—2063                                              | Космические корабли Земли — Том первый: 1957—2063                                            | Scott A. Akers                                                                          | 2002        | .pdf                      | 48      |
| Mr. Scott’s Guide to the Enterprise                                                      | Руководство мистера Скотта по Энтерпрайз                                                     | Shane Johnson                                                                           | 1987        | (Perfect Bound)           | 128     |
| Star Fleet Uniform Recognition Manual                                                    | Униформа Звёздного флота. Официальное руководство                                            | Shane Johnson                                                                           | 1985        | (Saddle Staple)           | 80      |
| Star Trek — The Worlds of the Federation                                                 | Звёздный флот — Миры Федерации                                                               | Shane Johnson                                                                           | 1989        | (Perfect Bound)           | 156     |
| Star Trek — The Next Generation — Technical Journal                                      | Звёздный флот: Следующее поколение — Технический журнал                                      | Shane Johnson                                                                           | 1987        | (Perfect Bound)           | 82      |
| Weapons and Field Equipment Technical Manual                                             | Оружие и военная техника. Техническое руководство                                            | Shane Johnson                                                                           | 1984        | (Saddle Staple)           | 80      |
| Star Trek Spaceflight Chronology 1980—2188                                               | Звёздный путь. Хронология космических полётов: 1980—2188                                     | Stan and Fred Goldstein. Illustrated by Rick Sternbach                                  | 1980        | (Perfect Bound)           | 192     |
| Ships of the Star Fleet — Akyazi — Class Perimeter Action Ships                          | Корабли Звёздного флота — Akyazi — Класс кораблей                                            | Todd Guenther                                                                           | 1992        | (Perfect Bound)           | 92      |
| Ships of the Star Fleet — Volume One                                                     | Корабли Звёздного флота — Том Первый                                                         | Todd Guenther                                                                           | 1988        | (Perfect Bound)           | 92      |
| Ships of the Star Fleet: Akyazi-Class Perimeter Action Ships                             | Корабли Звёздного флота: Akyazi — Класс кораблей                                             | Todd Guenther                                                                           | 1992        | (Perfect Bound)           | 92      |
| Starship Design — Interstellar Forum for Naval Power                                     | Дизайн звездолёта — Межзвездный форум военно-морских сил                                     | Todd Guenther, Michael Morrissette                                                      | 1984        | (Saddle Staple)           | 21      |
| Jaynz — Ships of Star Fleet — 01                                                         | Jaynz — Корабли Звёздного флота — 01                                                         | Neale Davidson                                                                          | 2007        | .pdf                      | 36      |
| Jaynz — Ships of Star Fleet — 02                                                         | Jaynz — Корабли Звёздного флота — 02                                                         | Neale Davidson                                                                          | 2007        | .pdf                      | 36      |
| Jaynz — Ships of Star Fleet — 03                                                         | Jaynz — Корабли Звёздного флота — 03                                                         | Neale Davidson                                                                          | 2007        | .pdf                      | 36      |
| Jaynz — Ships of Star Fleet — 04                                                         | Jaynz — Корабли Звёздного флота — 04                                                         | Neale Davidson                                                                          | 2007        | .pdf                      | 36      |
| Jaynz — Ships of Star Fleet — 05                                                         | Jaynz — Корабли Звёздного флота — 05                                                         | Neale Davidson                                                                          | 2007        | .pdf                      | 36      |
| Technical File: Star Trek Devices                                                        | Техническая информация: Приборы Звёздного пути                                               | John Peel                                                                               | 1988        |                           |         |